# Ivan Messac
Pour les articles homonymes, voir Messac.
 (février 2015).
Si vous disposez d'ouvrages ou d'articles de référence ou si vous connaissez des sites web de qualité traitant du thème abordé ici, merci de compléter l'article en donnant les références utiles à sa vérifiabilité et en les liant à la section « Notes et références ».
Ivan Messac est un peintre et un sculpteur français, né à Caen (Calvados) le 19 mars 1948.

## Biographie
C’est en 1967, à l’âge de 19 ans, qu’Ivan Messac se lance dans la peinture. Deux ans plus tard, en 1969, il rencontre Pierre Buraglio et expose au Salon de la Jeune Peinture. Il devient membre du comité du Salon de la Jeune Peinture, et dessine les affiches des salons de 1974 et de 1975.
En 1969 il réalise aussi une grande fresque en papier dans les couloirs de la faculté de Nanterre.
Pendant plus de dix ans, il participe à de nombreuses expositions aux côtés d’artistes de la Figuration narrative, comme Bernard Rancillac, Hervé Télémaque, Peter Klasen, Jacques Monory, Gérard Fromanger… Les années 1970 sont celles de sa première exposition personnelle à Paris, Galerie Ratié, de sa participation au Sigma de Bordeaux avec Claude Rutault, de sa collaboration pour les costumes et décors au Ballet Théâtre Contemporain, et de sa participation à la Biennale de Paris, et à Mythologies quotidiennes au musée d'art moderne de la ville de Paris.
Ses tableaux des années 1960-1970 ont récemment été présentés dans les rétrospectives consacrées à la Figuration narrative par le musée des beaux-arts de Dole et celui d’Orléans, le Musée Hospice Comtesse à Lille, la Villa Tamaris à La Seyne-sur-Mer, la Patinoire Royale à Bruxelles et au Mémorial de Caen.
Dès 1981 ses tableaux deviennent de plus en plus abstraits. Ces œuvres abstraites feront l'objet d'une vaste rétrospective à la galerie Bernard Ceysson à Luxembourg en 2009.
En 1983, Ivan Messac passe progressivement de la peinture à la sculpture. Il réalise d’abord des sculptures monumentales en carton. Elles sont présentées à la galerie J&J Donguy en 1987 accompagnées d'une monographie par Pierre Tilman. D'autres expositions suivent, en 1988 à Biarritz puis en 89 à Bordeaux, ainsi qu'au Musée régional de Rimouski au Québec, puis l'année suivante, toujours au Québec au Musée des Beaux-arts de Joliette.
Ivan Messac lors d'un séjour à Carrare en 1987, s'intéresse au marbre, il ne tarde pas à se lancer dans la taille directe. Il réalise des sculptures en marbre pour des commandes publiques en Chine pour la ville de Changchun, au Liban à l’ambassade de France, à Paris boulevard de Grenelle et dans le site des Halles, dans l’école maternelle de la rue de la Villette, et encore à Saint-Denis pour le site EDF de Cap Ampère.
Au début des années 2000, Ivan Messac renonce pour raison de santé à la sculpture et retrouve le chemin de la peinture par le biais du bas-relief et l'impression textile (ses Télévisions d'Impression primetime). Les expositions s’enchaînent à Paris, Lisbonne, Bruxelles, Luxembourg, Washington … Chaque série de tableaux est inspirée par un thème (des couples célèbres ou Adam et Eve) des figures de poète (Maïakovski ou le Grand Ecart, Pessoa ou Pessoa est un autre) de musiciens (Gene Vincent ou Crazy legs, des guitaristes célèbres ou My Generation) et son panthéon d’artistes (Zoo mio).
Son intérêt pour la sculpture ne le quitte pourtant pas, en 2012 il commence une série de sculptures plates qui seront présentées en 2014 à la galerie Baudoin Lebon. Il s'agit de représentations de sculptures peintes sur aluminium. Pour mener à bien ce travail, il s'initie au dessin vectoriel. Et en 2015, son intérêt pour les nouvelles technologies grandit. Ivan Messac conscient des potentiels de son iPad, en fait son nouvel outil de création.
En 2016 ses œuvres les plus récentes se retrouvent à la galerie Laurent Strouk à Paris et à la Art To Be Gallery à Lille.
Jamais prisonnier des techniques, lorsqu'en 2016 également, Ivan Messac crée une œuvre en public au Centre Pompidou sous le titre : Messac Live : 20 jours pour un tableau, il mixte allègrement peinture et impression numérique. Et finalement, il crée cinq œuvres au lieu d'une. Quatre éléments, Les vanteuses de saisons, complètent en effet le tableau central, de six mètres par deux mètres cinquante, L’Amour à cloche-pied.
Il est représenté par les galeries T&L à Paris, Art to Be Gallery à Lille, Anne-Marie et Roland Pallade à Lyon et Antonio Prates à Lisbonne.

## Expositions

### Expositions personnelles
- 2023 : Galerie T&L, Paris, Ivan Messac, Pop Drawings and More.
- 2022 : Galerie T&L, Paris, Ivan Messac, Pop Politique.
- 2021 : Galerie Taglialatella, Paris, Miroirs de Femmes[7].
- 2020 : Galerie Rabouan Moussion, Paris, Le trousseau de Dieu.
- 2019 : Galerie Taglialatella, Paris, Cosmo twist[8].
- 2018 : Galerie Taglialatella, Paris, Danse des pinceaux[9].
- 2017 : Galerie Taglialatella, Paris, Connexion 3G - Les Trois Grâces[10].
- 2016 : Centre Pompidou, Paris, Messac Live : 20 jours pour un tableau[11] ; Art to Be Gallery, Lille, What will Be, will Be.
- 2015 : Galerie Baudoin Lebon, Art Paris Art Fair, Tout s'éclaire ; Le Radar, Espace d'art, Bayeux, Paroles d'Images ; Galerie Anne-Marie et Roland Pallade, Lyon, Au train où vont les choses ; Pepper Gallery, Antibes, Sur la voie.
- 2014 : Galerie Baudoin Lebon, Paris, Espace 2D3D ; Art to Be Gallery, Lille, Beware ; Espace Commines, Paris, Street Immo.
- 2013 : Centre d’art Villa Tamaris, La Seyne-sur-Mer, From me to you[12].
- 2010 : Nuit Blanche, Bibliothèque Forney, Paris, Histoire de Temps ; Galerie Mazel, Bruxelles, Narration(s) ; Maison Elsa Triolet-Aragon, Saint-Arnoult-en-Yvelines (Yvelines, Île-de-France), Hommage à Maïakovski ; Galerie JCM Billy, La Baule, Zoo mio.
- 2009 : Espace Jacques Villeglé, Saint-Gratien, Œuvres 2004 / 2009 ; CIPM, Marseille, Le futur a 100 ans ; Galerie Bernard Ceysson, Luxembourg-ville, Luxembourg, Peintures et sculptures des années 1980 ; Centre d'Art Villa Tamaris, La Seyne-Sur-Mer, Crazy Legs ; Domaine de Lescombes, Eysines, Ivan Messac.
- 2008 : Galerie Antonio Prates, Lisbonne, Pessoa est un autre ; Galerie Laurent Strouk, Paris, My generation ; Galerie Bernard Ceysson, Saint-Étienne, Messac ; Moments Artistiques, Paris, Lunatiques.
- 2007 : Galerie Confluence(s), Lyon, Histoire d’amour ; Centre d’art Louis Lumière, Hénin-Beaumont, Œuvres récentes ; Domaine Galuval, Cairanne, C’est dans la boîte  ; École d’Art Gérard Jacot, Belfort, Œuvres sur papier 1967 / 2006 ; Galerie Orel art, Paris, Le grand écart, hommage à Vladimir Maïakovski.
- 2006 : Galerie le Garage, Orléans, Regarder et être vu ; Galerie Laurent Strouk, Paris, Adam & Eve.
- 2005 : Galerie Laurent Strouk, Paris, Impression Prime-Time.
- 2004 : Galerie Hervé Lourdel, Paris, Klepsévitch ; Espace Château Neuf, Tours, Carton plein ; Galerie Laurent Strouk, Paris, Clic-clac 3D.
- 2003 : Galerie Métropolis, Lyon, Mes années Pop ; Centre d'Art Contemporain Passages, Troyes, Comment s’y retrouver ; Bibliothèque de la Villa Tamaris, La Seyne-sur-Mer, Klepsévitch.
- 2001 : Centre d'art Villa Tamaris, La Seyne-sur-Mer, les années narratives  ; Studio d'Arte La Subbia, Pietrasanta, Italie, Carta Pesta, marmo pesto ; Galerie Hervé Lourdel, Paris, De toutes les couleurs.
- 2000 : Maison Française, Washington DC, États-Unis ; Torpedo Factory, Alexandria, Virginie, États-Unis.
- 1999 : Moments artistiques, Paris, Pièces d’appartement.
- 1998 : Orangerie des Musées, Sens, Sculptures pour Aronta.
- 1996 : Espace Lumière, Hénin-Beaumont.
- 1994 : Centre d'Art Le Carré St Vincent, Orléans.
- 1993 : Galerie 15, Paris
- 1992 : Centre d’Art CREDAC, Ivry-sur-Seine ; Galerie de l’Ancien Collège, Châtellerault ; Galerie de l’École des Beaux-Arts, Cherbourg ; Galerie Catherine Mayeur, Bruxelles, Belgique.
- 1990 : Musée des Beaux-Arts de Joliette, Québec.
- 1989 : Galerie J.C. Aguas Ek'ymose, Bordeaux ; Musée régional de Rimouski, Québec.
- 1988 : Galerie Trajectoire, Biarritz.
- 1987 : Galerie J. & J. Donguy, Paris.
- 1981 : Galerie L'Ollave, Lyon.
- 1980 : Galerie Montesquieu, Agen ; Centre d'Art Le Parvis, Tarbes, Le musée dans la rue.
- 1977 : Conservatoire National d'Art Dramatique, Paris.
- 1976 : Sigma 12, Bordeaux.
- 1975 : Galerie Sirio, Rome ; CRACAP, Chalon-sur-Saône ; Maison de la Culture, Amiens ; Galerie Noire, Paris.
- 1974 : Galerie Liliane François, Paris, Les enfants sur le pot ; Galerie Alvarez Dois, Porto ; Mairie de Sallaumines, Sallaumines.
- 1973 : Galerie Ratié, Paris, Le noble art.
- 1971 : Brown Thomas Gallery, Dublin.

### Expositions collectives
- 2023 : Mémorial de Caen, Années Pop, années choc
- 2023 : Galerie T&L, Paris, L'âge de raison ?
- 2019 : Galerie T&L, Paris, 69 année érotique
- 2016 : Musée du quai Branly - Jacques Chirac, Paris, Jacques Chirac ou le dialogue des cultures ; Galerie Laurent Strouk, Paris, Paper Works ; Centre d’art contemporain La Chapelle, Clairefontaine-en-Yvelines, Art & Foot
- 2015 : Patinoire Royale, Bruxelles, Belgique, La résistance des images ; Centre d'art VillaTamaris, La Seyne-sur-Mer, C’est la nuit
- 2013 : Cabinet du livre d’artiste, université Rennes-II, Rennes, One Page Magazines ; La Seyne-Sur-Mer, Une génération. Les peintres des années 70 dans la collection de la Villa Tamaris
- 2012 : Maison de l’art, Sallaumines, 20.
- 2011 : Galerie Laurent Strouk, Paris, Picasso forever ; Galerie IUFM Confluence(s), Lyon, Hommage à Christian Calligarot
- 2010 : Fondation Colas, Boulogne-Billancourt, Nouvelles acquisitions ; Mazel Galerie, Bruxelles, Belgique, Remix ; Galerie Laurent Strouk, Paris, Heart
- 2007 :  Musée Hospice Comtesse, Lille, La Figuration Narrative ; musée des beaux-arts d'Agen, L'amour de l'art. Art contemporain et collections privées du Sud-ouest
- 2005 : Musée des beaux-arts d'Orléans, musée des beaux-arts de Dole, La Figuration narrative dans les collections publiques, 1964-1977
- 2006 : Centre d’art - Château Prieural, Monsempron-Libos, Collections d’artistes ; Prix de Saint-Amand-Montrond
- 2004 : Centre d’art de l’Yonne, Château de Tanlay et artothèque de Caen, musée Sainte-Croix des Sables-d'Olonne, La Peau du Chat, hommage à Carlota Charmet
- 2003 : Musée des beaux-arts de Nancy, Créations pour le Ballet Théâtre Contemporain
- 2000 : Galerie du Centre, Paris, Pleine ligne.
- 1999 : Abbaye romane d'Alspach, œuvres  du FRAC Alsace, Art Papier ; Studio d'Arte La Subbia, Pietrasanta, Italie, Del porcello e … ; Assemblée nationale, Paris, 30 artistes.
- 1998 : Carrare,  Italie, Forme dal bianco
- 1993 : Galerie du Centre, Paris, Guyomard invite ses amis.
- 1990 : Maison de la Culture Côte des Neiges, Montréal, Québec, Pratiques ; 25e Anniversaire de la Cité internationale des arts,  Paris
- 1988 : CREDAC, Ivry-sur-Seine, Carte blanche à Olivier Kaeppelin
- 1987 : Salon de la Jeune Sculpture, Paris
- 1986 : Atelier porte ouverte avec Paul Osipow¸ Paris, Le Génie de la Bastille
- 1985 : Atelier porte ouverte avec Francis Limerat, Paris, Le Génie de la Bastille
- 1984 : Espace Kairn, Paris, Joël Hubaut, Patrick Lanneau, Francis Limerat, Ivan Messac…
- 1984 : Domicile d'Alain Borer, Paris, 6 peintres, 6 portes
- 1983 : L'uomo, l'ambiante, il color, Vittuone (Milan), Italie
- 1982 : Salon de l'auto, Stand Alfa Romeo, Paris, L'art et la Maestria Automobile
- 1981 : Sélection de la Biennale de Paris,  Lisbonne, Portugal, Tampere, Finlande, Nice, France
- 1980 : Musée d'art moderne de la ville de Paris, XIe Biennale de Paris
- 1979 : Musée des Beaux-Arts de Lille, Les uns par les autres ; Galerie Jacqueline Storme, Lille, L'œuvre dans l'œuf.
- 1978 : Fonds National d'Art Contemporain Georges Pompidou,  Paris, Les Uns ; Bibliothèque nationale, Paris, L'estampe aujourd'hui ; Atelier Franck Bordas, Paris, Lithographies.
- 1977 : Musée d'art moderne de la ville de Paris, Mythologies Quotidiennes II ;
- 1976 : Galerie du Luxembourg, Paris, Peinture grandeur réelle ; XXVIIe Salon de la Jeune Peinture, Paris.
- 1975 : Galerie Gordillo, Lisbonne, Portugal, Réalisme Européen ; Galerie La Pochade, Paris, Regard 74 ; Galerie Alzaia, Rome, Italie, 17 artisti francesi ; Galerie Alzaia, Rome, Italie, Affiches pour le P.C.I ; XXVIe Salon de la Jeune Peinture, Paris ; L'emploi de la peinture - Christian Babou, Béatrice Casadesus, Henri Cueco, Gérard Fromanger, Jean-Pierre Le Boul'ch, Ivan Messac et Joan Rabascall, exposition itinérante, Sarlat, Aurillac, Tarbes, Bordeaux, Talence, Angers, Amiens, Chartres (musée des beaux-arts, Grenoble (maison de la culture), Paris (galerie du Luxembourg).
- 1974 : Sélection de Jean-Louis Pradel, FIAC,  Paris ; XXVe Salon de la Jeune Peinture,  Paris ; Que bien résistent !, Lecco, Italie ; Galerie Trifalco, Rome, Italie, Polemica, Satira, Protesta.
- 1973 : Grand Palais, Paris, Grands et Jeunes d'aujourd'hui ; Galerie La Roue, Paris, La Parole est à la Peinture ; Manipulation du Réel,  Pujols
- 1972 : IIIe biennale de l'estampe,  Paris ; XXIIIe Salon de la Jeune Peinture,  Paris
- 1971 : Maison de la Culture, Grenoble, Intox * ; Irish Exhibition of Living Art, Dublin
- 1970 : Aspect du racisme, Paris ; 100 artistes dans la ville,  Montpellier ; Irish Exhibition of Living Art,  Dublin-Belfast ; XXIe Salon de la Jeune Peinture, Paris
- 1969 : XXe Salon de la Jeune Peinture, Paris ; Ve Sigma, Bordeaux
- 1968 : Salon de Nanterre, Nanterre
- 1967 : Salon de Nanterre, Nanterre

## Acquisitions publiques
- Musée national d'art moderne - Centre Pompidou : 2023, 2024
- Fonds national d'art contemporain, Paris : 2006, 1993, 1992, 1991, 1990, 1988, 1987, 1978
- Musées de Sens : 1999, 1998
- Musée Carnavalet, Paris, musée de Châtellerault : 1992
- Fonds Régional d'Art Contemporain Alsace, Sélestat ; Musée des beaux-arts de Mulhouse : 1989
- Fonds Régional d'Art Contemporain Pays de Loire, Carquefou : 1983
- Fonds municipal d'art contemporain de la Ville de Paris, 1975
- Ville de Sallaumines : 1974
- Musée du Sport, Paris : 1973

## Commandes publiques
- 2001 : Ambassade de France, Beyrouth, Grand Buste, sculpture en marbre de Carrare.
- 2000 : École maternelle de la rue de la Villette, Paris, La Petite et la Grande Ourses, sculptures en marbre bleu ; Ville de Montcenis, communauté urbaine du Creusot Montceau, L'astronome, sculpture en marbre de Carrare.
- 1999 : Changchun, République Populaire de Chine, Beyond the Horizon, sculpture en marbre et acier.
- 1998 : Bâtiment RIVP, 44/46 Boulevard de Grenelle, Paris, Vénus Blanche, sculpture en marbre de Carrare ; Site EDF Cap Ampère à Saint-Denis : Le Dialogue d'Archimède, sculpture en marbre de Carrare et Iroko.
- 1992 : Site de l'aéroport de Carcassonne (dépôt de l’État), Éloge, sculpture en acier massif
- 1990 : Parc de la Nature de Laval, Québec, sculpture en béton armé ; Voce Amara, Dolce Motore, vidéo, commande du Fonds national d'art contemporain
- 1989 : Place Maurice Quentin, Paris, Pas au-delà de l'horizon, sculpture en acier et marbre de Carrare. La Voix du poète brise les théières, vidéo, commande du Fonds national d'art contemporain.
- 1988 : Parc de Sculptures de Saint-Sébastien-sur-Loire, sculpture en acier et marbre de Carrare.

#### Autobiographie
- 2023 : Ivan Messac, Une vie en images. Editions In Fine  (ISBN 978-2382031308)

#### Monographies
- 2013 : Robert Bonaccorsi, Ivan Messac. From me to you, Arles, Éditions Actes Sud
- 2009 : Patrick Le Nouëne, Ivan Messac, Saint-Étienne, Ceysson éditions d'Art
- 2005 : Harry Bellet, Messac, De la peinture avant toute chose, Paris, Éditions Somogy
- 2003 : Thierry Dufrêne,  Ivan Messac, Paris, Éditions Au Même Titre
- 1992 : Jean-François Bory, Ivan Messac, une mythographie, Cherbourg, Éditions Papier peint
- 1987 : Pierre Tilman, Messac, Paris, Éditions le Castor Astral

#### Catalogues monographiques (sélection)
- 2015 : Au train où vont les choses..., Galerie Anne-Marie et Roland Pallade, Lyon, texte de Guillaume Picon.
- 2010 : Ivan Messac, Centre d'Art Contemporain du Château Lescombes, Eysines, texte de Pierre Brana.
- 2009 : Ivan Messac, Crazy legs, Villa Tamaris, La Seyne-Sur-Mer, texte de Robert Bonaccorsi.
- 2009 : Ivan Messac, Espace Jacques Villeglé, Saint-Gratien, texte de Carine Roma-Clément.
- 2008 : Ivan Messac, Galerie Antonio Prates, Lisbonne, textes de Fabrice Pataut et Maria Joào Fernandes.
- 2008 : My Generation, Galerie Laurent Strouk, Paris, texte de Jean-Marie Poiré.
- 2007 : Le Grand Écart, Galerie Orel art, Paris, textes de Richard Leydier et Jean-François Bory.
- 2007 : C’est dans la boîte, Domaine Galuval, Cairanne, textes de Alain Borer et André Bénayoun.
- 2007 : Œuvres sur papier, Galerie Confluence(s), Lyon, Espace Lumière Hénin-Beaumont, École des Beaux-Arts, Belfort, textes de Gérard Georges Lemaire et Philippe Cyroulnik.
- 2006 : Adam & Eve, Galerie Laurent Strouk, Paris, texte de Noëlle Chabert et Thierry Dufrêne, présentation de Jean-Pierre Frimbois.
- 2005 : Impression Prime Time, Galerie Laurent Strouk, Paris, texte de Jean-Luc Chalumeau, Éditions Art in Progress.
- 2004 : Clic-clac 3D, Galerie Laurent Strouk, Paris, texte de Joseph Mouton, Éditions Au Même Titre.
- 2001 : Ivan Messac - Les années narratives 1968-1978, Villa Tamaris, La Seyne-Sur-Mer, textes d’Olivier Apert, Robert Bonaccorsi, Boris Eizykman et Pierre Tilman.

#### Textes parus dans des ouvrages (sélection)
- 2012 : Claire et Christian Deroche, Le marché de l'art contemporain 2011/2012. Le rapport annuel, Artprice éditeur, p. 48-49
- 2008 : Alain Monvoisin, Dictionnaire international de la sculpture moderne et contemporaine, Paris, Éditions du Regard, p. 362 et 364
- 2004 : Jean-Luc Chalumeau, La Nouvelle Figuration. Une histoire, de 1953 à nos jours, Paris, éditions Cercle d'art, p. 60, 77, 78, 80, 100, 101, 110, 115, 147, 152, 158
- 2003 : Les créations du Ballet Théâtre Contemporain, Nancy, Fage éditions, p. 110-113
- 2000 : Jean-Louis Pradel, La Figuration Narrative, Paris, Éditions Hazan/Villa Tamaris, p. 198
- 1986 : Robert Maillard, 25 ans d'art en France, 1960 - 1985, Paris, Éditions Larousse, p. 151 et 328
- 1975 : José Pierre, Dictionnaire de poche le Pop art, Paris, Éditions Hazan, p. 102

#### Collaborations littéraires
- 2009 : Nombres, de zéro à onze, avec entre autres Gérard Fromanger, Gilbert Lascault, Josef Nadj, Richard Texier, etc., Éditions Biro
- 1987 : Voyage au centre de nos terres, avec Joël Hubaut, Éditions Trans-Forum
- 1978 : Chronique des années de crise 2. Le Mensonge, avec Olivier Kaeppelin, Éditions Recherches Exit
- 1976 : Chronique des années de crise, avec Olivier Kaeppelin, Éditions Recherches Exit